# Anzoplanini
Anzoplanini ist ein Tribus der Landplanarien in der Unterfamilie Rhynchodeminae.

## Merkmale
Zu dem Tribus gehören Landplanarien, deren Testikel vom Rücken zum Bauch hin (dorsoventral) gelegen sind. Sie bilden somit eine Zwischenstufe zwischen den bauchseitig gelegenen Testikeln ursprünglicher Landplanarien und daraus abgeleiteten Formen mit rückenseitig gelegenen Testikeln. Zur mesenchymalen Muskulatur gehören Längsmuskeln, die entweder eine bauchseitige Platte oder einen Ring um das Intestinum bilden.

## Gattungen
Dem Tribus werden die folgenden Gattungen zugeordnet:
- Anzoplana Winsor, 2006[2]
- Marionfyfea Winsor, 2011[3]